# Ommatius orus
Ommatius orus är en tvåvingeart som beskrevs av H. Oldroyd 1968. Ommatius orus ingår i släktet Ommatius och familjen rovflugor. Inga underarter finns listade i Catalogue of Life.